# Věra Barandovská-Frank

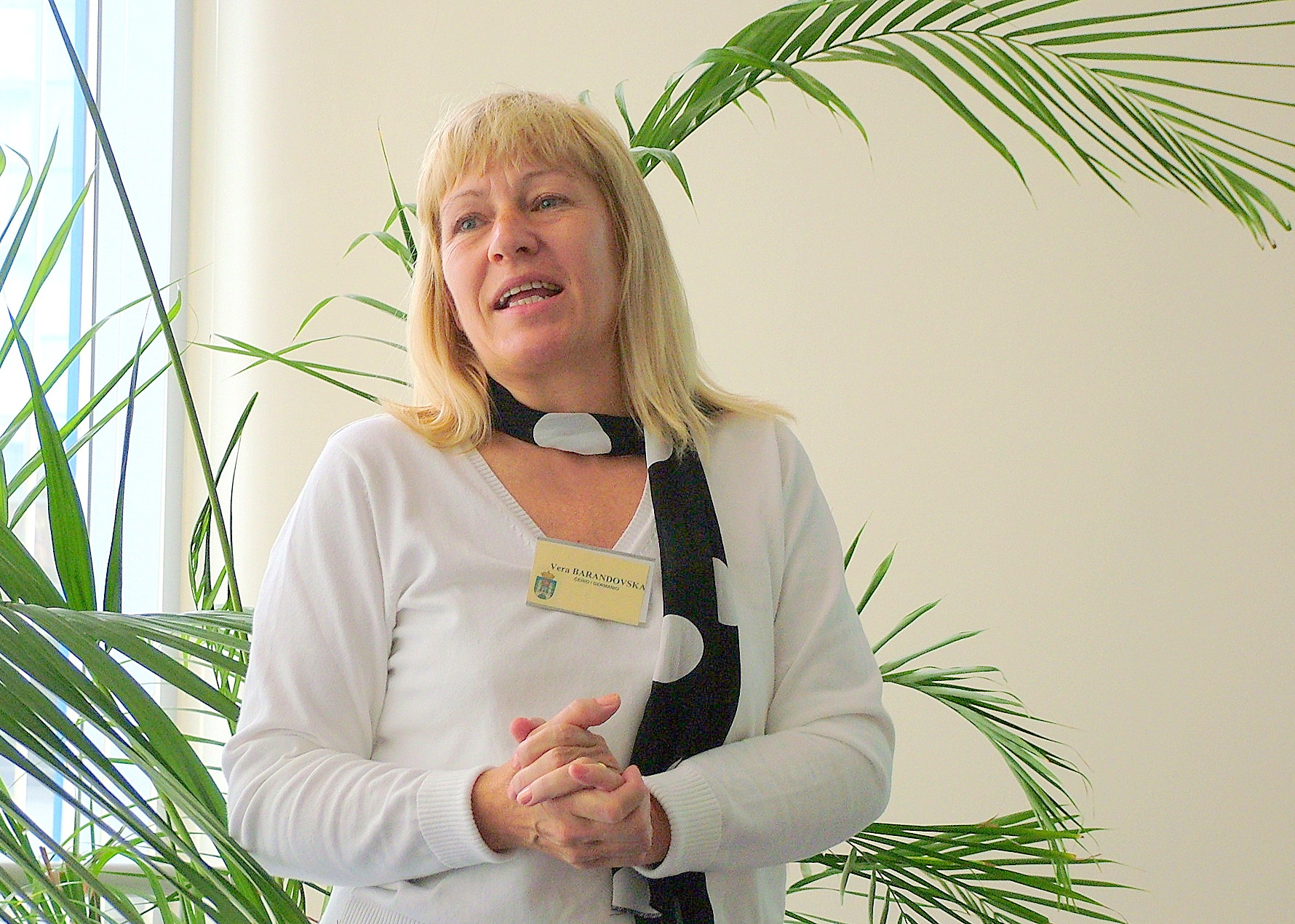
Věra Barandovská-Frank (2008)

Věra Barandovská-Frank (* 17. August 1952 in Opava) ist eine deutsch-tschechische Interlinguistin, Sprachpädagogin und Esperantistin.

## Leben
Barandovská-Frank studierte Latein, Französisch und Italienisch an der Purkyně-Universität in Brünn. Nach ihrem Diplom 1975 wurde sie mit Arbeiten zur Geschichte der Klassischen Philologie und zu Klassischer Philologie promoviert. Sie habilitierte sich in Interlinguistik an der Internationalen Akademie der Wissenschaften San Marino (AIS; Esperanto: Akademio Internacia de la Sciencoj), wo sie Professorin ist.
Barandovská-Frank war Dozentin an der Technischen Universität Ostrava, an der Universität Paderborn, Honorarprofessorin an der Lucian-Blaga-Universität in Hermannstadt, externe Professorin an der Philosoph Konstantin-Universität Nitra und am Linguistischen Institut von Ilona Koutny der Adam-Mickiewicz-Universität Posen (UAM). Am Institut für Kybernetik in Paderborn hat Barandovská-Frank die Zeitschrift Grundlagenstudien aus Kybernetik und Geisteswissenschaft redigiert und sie sowie die Bände 6, 7 und 10 der Quellensammlung Kybernetische Pädagogik herausgegeben.
Sie ist Mitglied des Tschechischen Esperanto-Bundes, des Esperanto-Weltbundes (UEA) und der Gesellschaft für Interlinguistik (GIL). Auf den GIL-Tagungen hielt sie zahlreiche Vorträge, die in den Jahrbüchern veröffentlicht wurden. Es war der bedeutende ungarische Interinguist István Szedahelyi, der sie 1978 einlud, auf einer Iterlinguistik-Konferenz in Budapest zu referieren, womit ihre fruchtbringende Karriere als Interlinguistin begann.
Weiterhin ist sie aktives Mitglied des Vereins Latinitatis Vivae Provehendae Associatio, Münster (L.V.P.A.) und engagiert sich für ein Lebendiges Latein.
Ihr Ehemann Helmar Frank (1933–2013) war Hochschullehrer für Mathematik und Kybernetik.

## Werke (Auswahl)
Autorin
- Enkonduka lernolibro de interlingvistiko. Editura Universităţii din Sibiu, Sibiu 1995.
- Novinky v německém pravopisu. Kava-Pech, Dobřichovice 1997. ISBN 80-85853-33-7.
- De latino sine flexione centenario. – Ein Jahrhundert Latino sine Flexione (Grundlagenstudien aus Kybernetik und Geisteswissenschaft. Band 44, Beiheft). Institut für Kybernetik, Paderborn 2003, ISBN 978-3-929853-14-8.
- Flavius Josephus – vero kaj mito pri paco kaj milito. Leins, Göttingen 2004. ISBN 978-3-932975-17-2.
- mit Karin Schöne:  Nový německý pravopis. Závazný od 1. 8. 2006. Kava-Pech, Dobřichovice 2006. ISBN 80-85853-88-4.
- Latinidaj Planlingvoj. Institut für Kybernetik, Paderborn 2003. ISBN 978-3-929853-17-9.

Herausgeberin
- Littera scripta manet. Serta in honorem Helmar Frank. Institut für Kybernetik, Paderborn 2013, ISBN 978-3-929853-18-6.
- Kybernetische Pädagogik. Bände 6, 7, 10. Libroservo, 1993..1997.

Aufsätze
- Erich Weferling. Tri jardekoj de lingvofajlado. In: Tazio Carlevaro (Red.): Domaine de la recherche en linguistique appliquée. Bellinzona 1998. S. 196–210.
- Latein: Ein Überblick über eine moderne internationale Sprache. Language Problems and Language Planning, Band 26, Ausgabe 2, Jan 2002, S. 179–192.
- Spracherfindung und Nationalsprache: das Beispiel El Glheþ Talossan (Online, PDF). In: Interlinguistische Informationen. Beiheft 18: Spracherfindung und ihre Ziele. GIL, Berlin 2011. ISSN 1432-3567, S. 33–49 (PDF).
- Vicipaedia Latina (Online, PDF, 281 kB). In: Interlinguistische Informationen. Beiheft 19. GIL, Berlin 2012. S. 119–131.
- Einige historische Konzepte (Online, PDF). In: Interlinguistische Informationen. Beiheft 21. GIL, Berlin 2014.
- Globalisierung des Französischen (von der internationalen Sprache zum Franglais). In: Cyril Robert Brosch & Sabine Fielder (Hrsg.): Jahrbuch der Gesellschaft für Interlinguistik. Leipziger Universitätsbuchhandlung GmbH, 2019, p. 9 – 26.
- Pri Lingua Franca. In: Ilona Koutny, Ida Stria, Michael Farris: Role of Languages in Intercultural Communication. Rolo de lingvoj en interkultura komunikado. Rola języków w komunikacji międzykulturnej. UAM Poznań (Hrsg.), 2020, S. 51–61.
- Mögliche Szenarien for the future of Interlinguistics. In: Cyril Robert Brosch & Sabine Fielder (Hrsg.): Jahrbuch der Gesellschaft für Interlinguistik. Leipziger Universitätsbuchhandlung GmbH, 2023, S. 9–25.